# XVideos
XVideos是一个總部位於捷克布拉格的色情视频分享网站。
根据Alexa排名，自从2013年初它就已经跻身为排名全球前50的最受网友欢迎的网站。根据Google在2010年得到的跟踪数据，Xvideos是网络上最大的色情网站，每月页面浏览量为44亿次，每月数据传输量为29PB。

## 历史
XVideos是一个类似于YouTube为一般用户提供类似RedTube成人内容的色情视频分享网站，內容来自专业色情视频从业者（有时是盗版）的视频片段，以及业余色情视频制作者。法比安·蒂曼（MindGeek之所有者）试图於2012年收购XVideos以壟斷色情网站，而XVideos的法籍業主拒绝了超过1.2亿美元的报价，他说：“对不起，我必须去玩暗黑破坏神II。”
2014年，XVideos企图强迫内容提供者承诺放弃从账号中删除视频或立即关闭其账号的权利而引发争议。
虽然XVideos在服务条款中并没有明确表明会下架非成人内容的视频，但XVideos曾在2021年以非成人内容的理由而下架台湾数学老师张旭的视频。

## 访问量与排名
根据SimilarWeb的排名，截至2021年8月，XVideos是全球访问量最大的色情网站和第七大访问量网站。
XNXX是XVideos的镜像网站，是整体访问量排名第十的网站，也是成人类别中访问量第一大的网站。

## 审查

### 印度
2015年，该网站被印度政府列入包含857个“色情”网站的名单，其中包括CollegeHumor等非色情网站。

### 马来西亚
2015年，马来西亚政府屏蔽了XVideos，因其违反了马来西亚1998年《通信和多媒体法案》，该法案禁止“淫秽内容”被数字化分享。

### 
2019年2月11日起，韩国政府以“打击非法色情，保护青少年健康成长”等理由，XVideos等色情网站在韩国被屏蔽，采用了SNI阻断技术。目前网站仍未解封。

### 菲律賓
2017年1月14日起，由於9775號法案的生效（亦稱作「反兒童色情法」），總統羅德里戈·杜特蒂下令屏蔽了XVideos。

### 委內瑞拉
2018年6月14日起，委內瑞拉電信業者CANTV在未發表任何聲明的情況下對XVideos進行屏蔽。

### 中国大陆
Xvideos在中国大陆被防火长城100%封锁。

### 黎巴嫩
2014年，黎巴嫩电信部长下令互联网服务提供商屏蔽包括XVideos在内的六个色情网站。

### 
2019年2月19日，作为反色情战争的一部分，孟加拉国政府封锁了该网站以及20,000个其他色情网站。

### 越南
自2019年11月以来，越南的互联网服务提供商（ISP）们在未发表任何声明的情况下，阻止了对包括XVideos在内的主要色情网站的访问。大多数ISP拒绝发表评论并否认屏蔽这些网站。大多数用户认为这是政府秘密授权的结果。尽管如此，这些站点仍然可以通过使用VPN访问。

### 法國
2022年1月20日，法国宣布将禁止所有包括XVideos在内的色情网站，除非他们确保其用户年满18岁。
2025年，法国出台了《数字空间安全与监管法》（SREN），加强了色情网站的年龄验证义务。根据该法律，法国视听和数字通信监管局（ARCOM）于2025年3月发布了一项法令，列出了包括XVideos在内的17个网站，这些网站必须在2025年6月6日之前实施合规的年龄验证系统，否则将在法国面临封禁。